# Onobrychis ruprechtii
Onobrychis ruprechtii är en ärtväxtart som beskrevs av Aleksandr Alfonsovitj Grossgejm. Onobrychis ruprechtii ingår i släktet esparsetter, och familjen ärtväxter. Inga underarter finns listade i Catalogue of Life.